# Oblast autonome des Maris

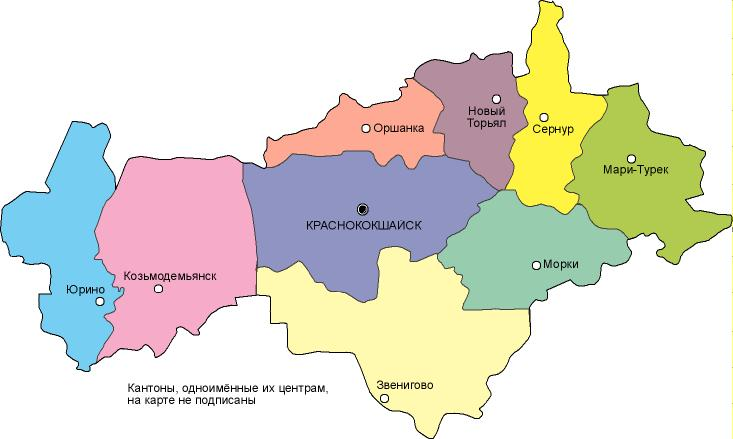
Carte de Mariyskaya AO en

L'Oblast autonome des Maris a été créé le 4 novembre 1920, au sein de la république socialiste fédérative soviétique de Russie. En 1936, il a été érigé comme république socialiste soviétique autonome des Maris avant de devenir la république des Maris, sujet de la fédération de Russie.